# Ikaalinen
Ikaalinen (en sueco Ikalis) es una ciudad y municipio de Finlandia, situada en la región de Pirkanmaa. En 2023 su población era de 6.850 habitantes. La superficie del término municipal es de 843,40 km², de los cuales 93,16 km² son de ríos y lagos. El municipio tiene una densidad de población de 9,13 hab./km². 
Limita con los municipios de Hämeenkyrö, Parkano, Sastamala, Ylöjärvi, Jämijärvi y Kankaanpää, estos dos últimos en la región de Satakunta.
El idioma oficial es el finlandés.

## Ciudades hermanadas
La ciudad de Ikaalinen está hermanada con la:
- Ljusdal, Suecia
- Tynset, Noruega
- Stade, Alemania
- Palamuse, Estonia
- Gagra, Georgia